# Michał (Gołubowicz)
Michał, nazwisko świeckie Gołubowicz, także w brzmieniu Hołubowicz (ur. 27 października?/8 listopada 1803 w ujeździe brzeskim, zm. 22 lutego?/6 marca 1881) – duchowny unicki, następnie biskup Rosyjskiego Kościoła Prawosławnego. 

## Życiorys

### Duchowny unicki
Był synem duchownego unickiego. W 1828 ukończył seminarium duchowne w Wilnie i przyjął święcenia kapłańskie w tym samym obrządku. Rok później obronił pracę doktorską w dziedzinie teologii, ze specjalnością prawo kanoniczne. Od 1828 pełnił obowiązki inspektora seminarium duchownego w unickim klasztorze w Żyrowicach i wiceoficjała klasztoru w Byteniu. W seminarium nauczał również teologii dogmatycznej, języka niemieckiego oraz historii Kościoła. Od 1833 był ponadto wiceprzewodniczącym konsystorza unickiej diecezji litewskiej. W 1835 otrzymał godność protoprezbitera. Ceremonia nadania tej godności odbyła się pod przewodnictwem biskupa brzeskiego Antoniego Zubki, w rycie synodalnym. Użycie przy niej rosyjskich ksiąg liturgicznych było częścią prowadzonej od roku kampanii delatynizacji Kościoła unickiego na ziemiach litewskich i białoruskich, przygotowującej planowaną przez władze carskie konwersję wszystkich unitów na prawosławie.
Protoprezbiter Michał Gołubowicz wziął aktywny udział w przygotowania do likwidacji unii w Rosji, co ogłosił w 1839 synod połocki. W procesie szerzenia prawosławia na ziemiach zabranych był najbliższym współpracownikiem kierującego omawianym procesem biskupa Józefa (Siemaszki), któremu już latem 1834, jako jeden z pierwszych duchownych w diecezji, zadeklarował, że jest gotów przejść na prawosławie. Zasiadał w komisji, która egzaminowała unickich duchownych pod kątem opanowania obrządku synodalnego. Dokonywał również wizytacji w parafiach i oceniał stosunek proboszczów do wprowadzanych zmian.

### Biskup prawosławny
Sam został kapłanem prawosławnym po synodzie połockim. 27 czerwca 1839 złożył wieczyste śluby mnisze i dwa dni później został podniesiony do godności archimandryty, co łączyło się z powierzeniem mu obowiązków przełożonego monasteru św. św. Piotra i Pawła w Byteniu, odtąd prawosławnego. Ceremonia nadania godności została przeprowadzona w sposób szczególnie uroczysty, by jej piękno przekonało do prawosławia byteńskich bazylianów, którzy odmawiali konwersji. Jeszcze w tym samym roku, 8 września, Michał (Gołubowicz) został wyświęcony na biskupa pińskiego, wikariusza eparchii mińskiej. Ceremonia odbyła się w cerkwi Św. Ducha w Wilnie pod przewodnictwem metropolity Józefa, z udziałem dwóch współkonsekratorów: biskupów Antoniego i Bazylego, również konwertytów. zaś rok później przyjął tytuł biskupa brzeskiego, pozostając biskupem pomocniczym eparchii wileńskiej. W 1848 mianowany biskupem mińskim, pięć lat później otrzymał godność arcybiskupa. Szczególną uwagą otaczał szkoły prowadzone przez eparchię, otwierając nowe szkoły parafialne przy każdej cerkwi. Przełożył na język polski katechizm metropolity moskiewskiego Filareta. W 1868 odszedł w stan spoczynku na własną prośbę, zamieszkując na stałe w monasterze Zaśnięcia Matki Bożej w Żyrowicach.